# Жаловага Анатолій Григорович
Жаловага Анатолій Григорович (13 березня 1980, Дубляни, Жовківський район, Львівська область, УРСР — 20 лютого 2014, Київ, Україна) — громадський активіст Євромайдану. Загинув на вулиці Інститутській у центрі Києва від кулі снайпера 20 лютого 2014. Професійний гандболіст. Герой України.

## Біографія
Закінчив Львівське училище фізичної культури, Львівський державний університет фізичної культури, фах — гандбол. Кандидат у майстри спорту. Працював будівельником. Проживав у місті Дубляни Жовківського району Львівської області.

## На Майдані
Анатолій працював на будівництві, на ремонтних роботах в Україні і за кордоном, але завжди повертався до батьків впевненим, що прийде час і він буде достатньо грошей заробляти в Україні.
Поїхав до Києва у вівторок, а в четвер о 10:00 його було вбито снайпером кулею в голову. Смерть настала відразу.
20 лютого 2014 року тіло Анатолія принесли на подвір'я Михайлівського монастиря.

## Вшанування пам'яті
Прощання відбулося 22 лютого 2014 року о 12:00 у міській раді Дублян. Похорони відбулися того ж дня.
2019 року Львівський державний університет фізичної культури випустив окремим виданням нарис «Небесна Сотня. Герой України Анатолій Жаловага». 

### Нагороди
- Звання Герой України з удостоєнням ордена «Золота Зірка» (21 листопада 2014, посмертно) — за громадянську мужність, патріотизм, героїчне відстоювання конституційних засад демократії, прав і свобод людини, самовіддане служіння Українському народу, виявлені під час Революції гідності[2]
- Медаль «За жертовність і любов до України» (УПЦ КП, червень 2015) (посмертно)[3]